# Селевкійський собор
Селевкійський собор був ранньохристиянським церковним синодом у Селевкії Ісаврії (нині Сіліфке, Туреччина).

## Історія
У 358 році римський імператор Констанцій II наказав два собори, один із західних єпископів в Арімінумі та інший — зі східних єпископів у Нікомедії, щоб вирішити аріанську суперечку щодо природи божественності Ісуса Христа, для вирішення конфліктів між нікейськими та аріанськими позиціями: один собор повинен був зібратися в Ріміні з залученням єпископів Заходу, інший у Нікомідії та зібрати єпископів з Схід. За допомогою цих двох соборів Констанцій сподівався вирішити аріанську суперечку щодо природи божественності Ісуса Христа, яка послаблювала Церкву протягом понад тридцяти років. [1]
Однак 24 серпня 359 року, за кілька днів до початку собору, землетрус серйозно вразив місто Нікомідія, зруйнувавши собор і вбивши міського єпископа Кекропія (деякі джерела не вказують інших жертв, інші стверджують, що Кекропій і єпископ помер у безіменному Босфорі, [2] інші, що 15 єпископів були вбиті). [3]
Тому довелося відкласти собор і змінити його місце. Єпископ Антіохійський Євдоксій відкинув престол у Тарсі [4] , його опонент Василь Анкірський наклав вето на імперський престол у Нікеї ; [5] врешті-решт було вирішено викликати його до Селевкії, в Ісаврії.
```
щоб вирішити 
аріанську суперечку
 щодо природи божественності Ісуса Христа, яка розділила Церкву IV століття
[
2
]
.
```

В Нікомедії стався землетрус, в результаті якого загинув єпископ Кекропій Нікомедійський, а 27 вересня 359 року східний собор (з близько 160 єпископів) зібрався в Селевкії. Собор був різко розділений і процедурно був непевним, — обидві сторони зустрілися окремо і прийняли протилежні рішення.

Василій Анкірський, Македоній I Константинопольський і Патрофіл, боячись, що собор їх скине, затримали їх прибуття; Кирилу Єрусалимському та Євстафію Севастійському також висунули невирішені звинувачення.
Першого дня Акакій Кесарійський, Георгій Александрійський, Уран Тирський та Євдоксій Антіохійський, серед інших, бажали розв’язати звинувачення проти цих єпископів та проблеми з їх повноваженнями, перш ніж голосувати з богословських питань. Георгій Лаодикійський, Софроній Помпейополіський та Елевсій Кизицький, серед інших, хотіли спочатку проголосувати з богословських питань і виграли перші процедурні голоси.
На другий день Георгій Лаодикійський відкрив собор для Василя та інших суперечливих єпископів з їхньої сторони, ігноруючи звинувачення, і закрив раду для Акакія та протилежних єпископів. Вони підтвердили Антіохійський символ віри 341 року, який проголошував, що Син має подібну сутність до Батька.
Проте наступних днів, щоб досягти ширшої згоди, Василій та спірні єпископи не прийшли, а Акакій та інші були. Акакій запропонував нове вірування з примітками про те, що Син подібний до Батька, йшов на компроміс між суперечливою мовою Нікеї та Антіохії та засуджуючи аномеїзм.
Зрештою, рада знову розділилася. Василій, Георгій Лаодикійський та їхня сторона скинули або відлучили від церкви своїх супротивників, у тому числі Акакія, Георгія Александрійського, Уранія, Феодула Херетапського, Феодосія Філадельфійського в Лідії, Євагрія Мітілінського, Леонтія Триполіського, Євдоксія Астерійського, Євдоксія Антіохійського, Базиліка, Феба, Фіделіса, Євтихія, Магнуса і Євстафія, а також один із тих, кому вже висунули звинувачення, Патрофіла. Акацій та його партія оскаржували рішення, як і аномеяни.
Пізніше того ж року Констанцій скликав раду в Константинополі, щоб розглянути рішення в Арімінумі та вирішити розкол у Селевкії.

## Запропонована Акацієм віра
Запропонований Акацієм вірогідний текст, включаючи його передмову:
Ми, зібравшись учора за імператорським наказом у Селевкії, місті Ісаврії, 27-го дня вересня, докладали максимум зусиль, з усією помірністю, щоб зберегти мир Церкви ті визначити доктринальні питання про пророчий та євангельський авторитет, щоб не санкціонувати нічого в церковному визнанні віри, що суперечить Святим Письмам, щоб не санкціонувати нічого в церковному визнанні віри, що суперечить Святому Письму, як наказав наш імператор Констанцій, найулюбленіший Божий. Але оскільки певні особи в Синоді вчинили образливо по відношенню до кількох із нас, заважаючи деяким висловлювати свої почуття, а інших виключаючи з ради проти їхньої волі; і в той же час ввели тих, що були скинуті, і осіб, які були висвячені всупереч церковному канону, так що Синод представив сцену метушні і безладу, серед яких найвідоміший Леонас, Приходить і найбільше видатний Лаврикій, губернатор провінції, були очевидцями, тому ми змушені зробити цю заяву. Щоб ми не відкидали віру, яка була схвалена під час освячення церкви в Антіохії; [423] бо ми віддаємо йому нашу рішучу перевагу, оскільки він отримав згоду наших батьків, які зібралися там, щоб розглянути деякі спірні моменти. Оскільки, однак, терміни гомоянізм і гомоусіанізм в минулому хвилювали уми багатьох і продовжують тривожити їх; і більше того, що нещодавно було введено новий термін деякими, які стверджують аномію Сина до Отця: ми відкидаємо перші два, як вирази, яких немає у Святому Письмі; але ми цілковито анафематизуємо останнє і вважаємо таке, як його використання, відчуженим від церкви. Ми чітко визнаємо подібність Сина до Отця, відповідно до того, що апостол проголосив про Нього, [424] «який є образ Бога невидимого».
Тож сповідаємо і віруємо в єдиного Бога Отця Вседержителя, Творця неба і землі, видимого і невидимого. Віруємо й у Його Сина, Господа нашого Ісуса Христа, що народжений від Нього безстрастно перед усіма віками, Бога Слова, Єдинородного Божого, Світла, Життя, Істини, Мудрості, через Якого все було створені на небі й на землі, видимі чи невидимі. Ми віримо, що він прийняв тіло святої Діви Марії наприкінці віків, щоб усунути гріх; що Він став людиною, постраждав за наш гріх, і воскрес, і був узятий на небеса, щоб сидіти праворуч Отця, звідки Він знову прийде у славі, щоб судити живих і мертвих. Віруємо також у Святого Духа, Якого наш Господь і Спаситель назвав Утішником, і якого Він послав до своїх учнів після Свого відходу, згідно зі Своєю обітницею; ім'я Отця, і Сина, і Святого Духа. Тих, хто проповідує що-небудь, що суперечить цій вірі, ми вважаємо чужинцями католицької церкви.

## Собор Нікомедії
Спочатку Собор мав відбутися в соборі Нікомедії, однак незадовго до його проведення стався землетрус, який зруйнував місто, підпаливши руїни. Під час землетрусу загинули єпископ Кекропій Нікомедійський та ще один єпископ з Боспору. Противники аріанства, звичайно, вважали землетрус божественною відплатою. Після знищення місця проведення імператор переніс раду до Селукії, яку було обрано, оскільки Євдоксій заперечував проти Тарса, а Василь заперечував проти царського міста Нікеї.